# Mesa de las Vacas

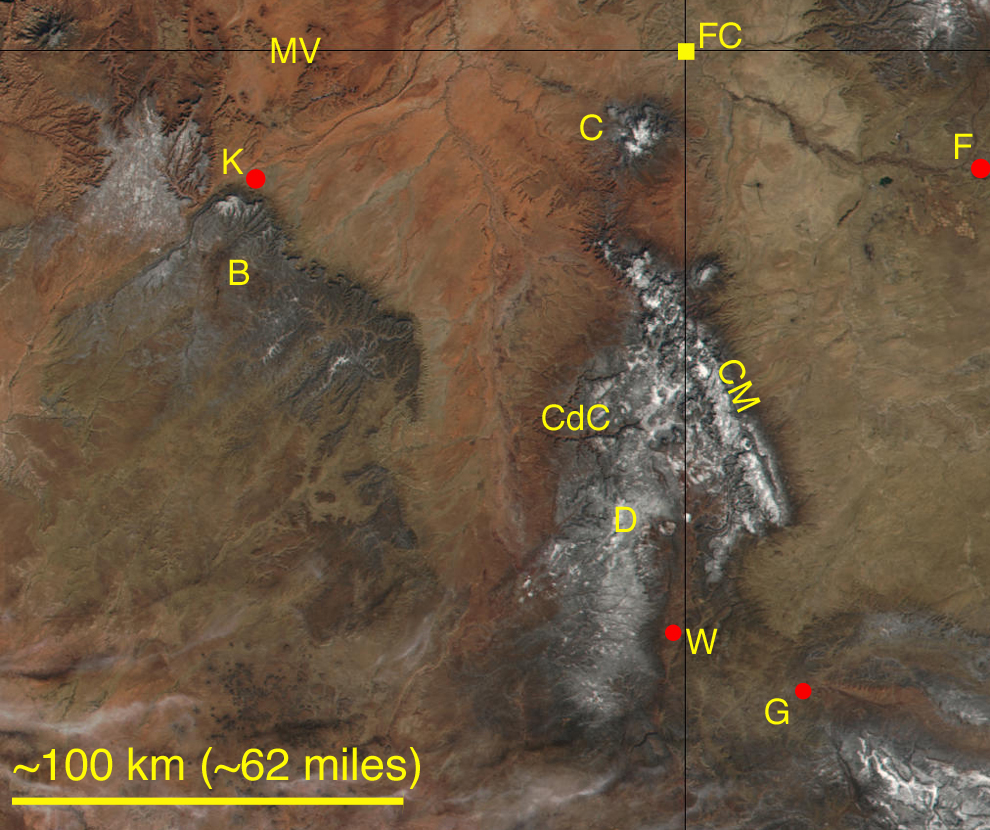
Imagen satelital del noreste de Arizona y noroeste de Nuevo México, incluyendo las Cuatro Esquinas (FC). Las elevaciones mayores tienen polvo de nieve. Los accidentes naturales marcados son la sierra de Chuska (CM), la sierra del Carrizo (C), parque tribal navajo de Valle Monumento (MV), Mesa de las Vacas (B), monumento nacional del Cañón de Chelly (CdC) y la Defiance Uplift (D). Los pueblos marcados son Farmington (Nuevo México) (F), Gallup (Nuevo México) (G), Window Rock (Arizona) (WR) y Kayenta (Arizona) (K).

Mesa de las Vacas (también conocida como Big Mountain o Black Mesa) es una elevación rocosa en el condado de Navajo en el estado de Arizona. 
En idioma navajo se denomina Dziłíjiin ("Mesa Negra") y es conocida por los mexicanos como Mesa de las Vacas en castellano.  
Su coloración negruzca se debe al carbón que se encuentra en la formación.

## Geografía
La mesa se localiza en la meseta del Colorado cerca de Kayenta (Arizona) y se eleva hasta los 8168 pies. Su punto más elevado se localiza en el borde norte de la Mesa de las Vacas, pocas millas al sur del pueblo de Kayenta. Podemos encontrar retoños en varios sitios de la mesa, lo que la hace más adecuada para mantener un hábitat que el desierto circundante.  Actualmente se divide entre la reservas indígenas de los Hopi y los Navajo.

## Historia
La mesa ha sido habitada por indígenas durante al menos unos 7.000 años.

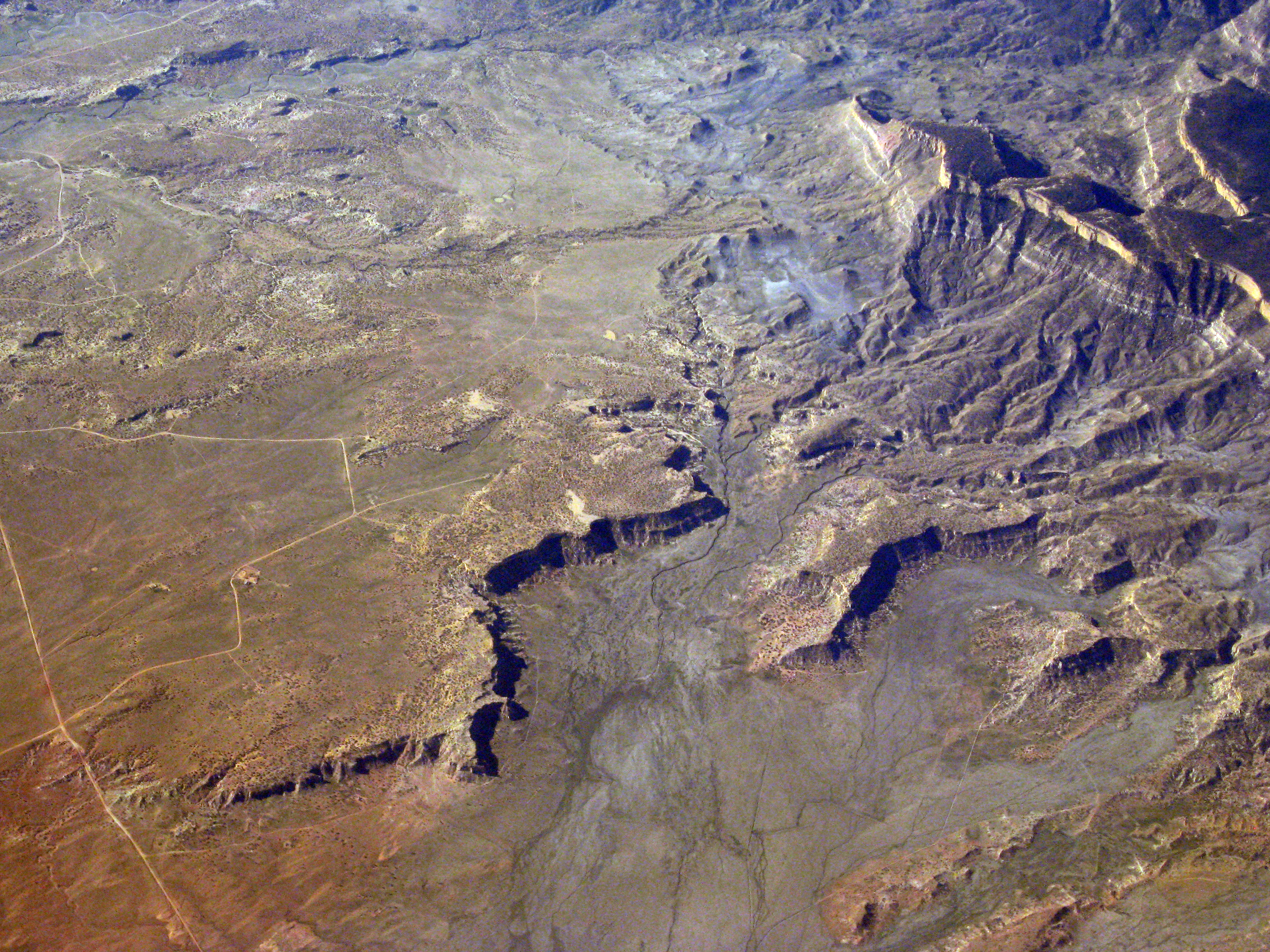
Mesa de las Vacas al oeste de Chilchinbito (Arizona).

Desde el año 1960 la mesa ha sido un sitio minero del carbón por la compañía occidental del Carbón de Peabody